# اسپوتنیک-۲

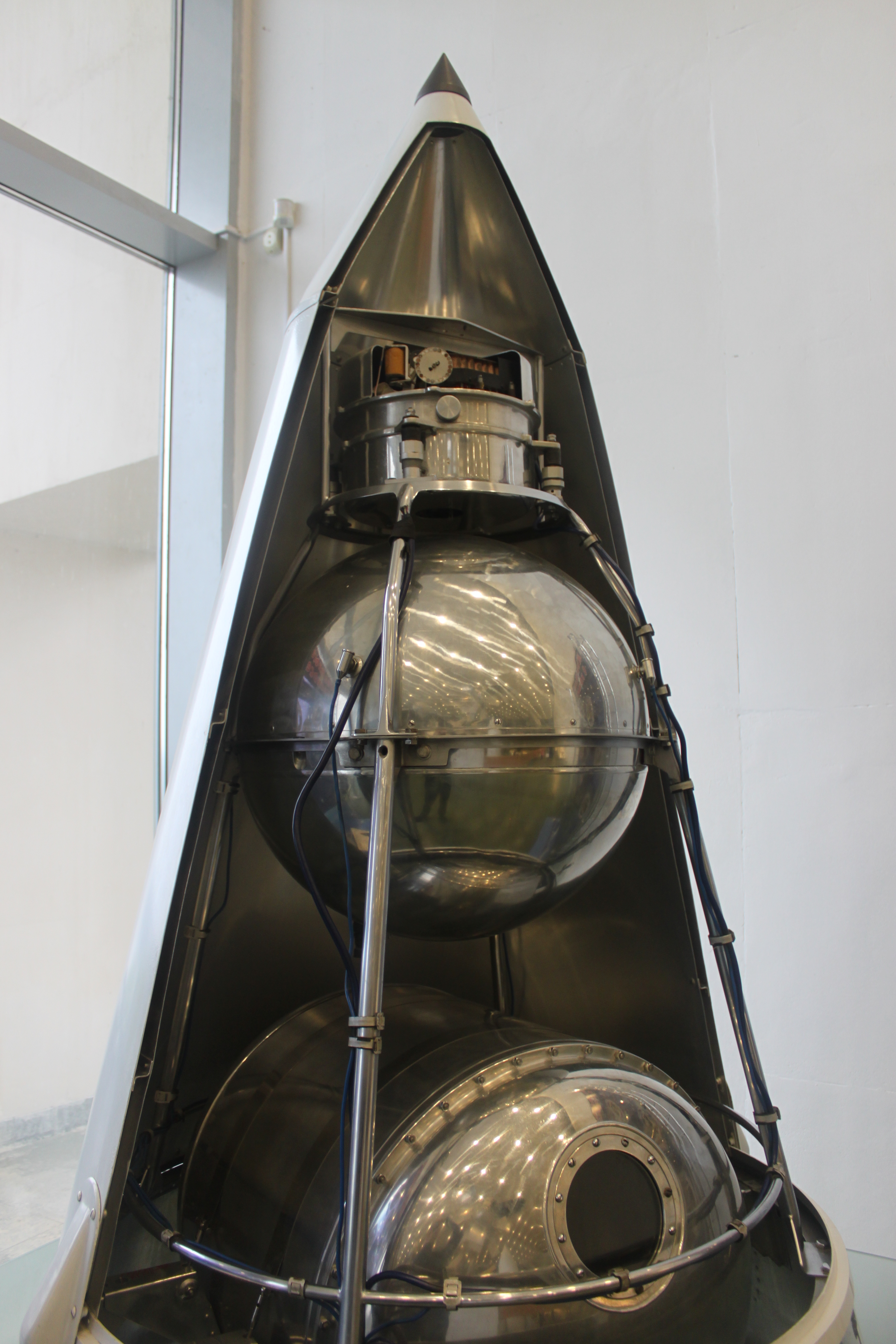
تصویری از فضاپیمای اسپوتنیک-۲

اسپوتنیک-۲ (به روسی: Спутник-2) نام دومین فضاپیمایی است که به مدار زمین فرستاده شد. این فضاپیما که در تاریخ ۳ نوامبر ۱۹۵۷ پرتاب شد، حامل سگی به نام لایکا بود و از این حیث، اولین فضاپیمایی بود که یک موجود زنده به فضا می‌فرستاد. اسپوتنیک-۲، کپسولی مخروطی شکل به طول ۴ متر بود که بر روی پایه‌ای به طول ۲ متر قرار داشت.